# Аріта Хачіро
Хачіро Аріта (яп. 有田 八郎, 21 вересня 1884 – 4 березня 1965) — відомий японський політик і дипломат, міністр закордонних справ Японської імперії протягом трьох термінів. Він відомий тим що ввів в обіг термін «Сфера спільного процвітання Великої Східної Азії», яка забезпечила офіційну програму експансіонізму Японської імперії.

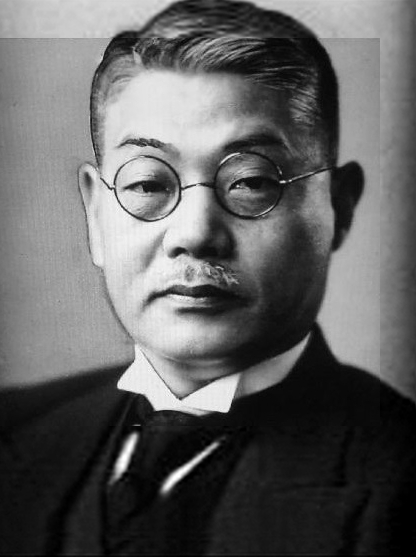
Аріта Хачіро 1936 рік

Після завершення другої світової війни, пан Хачіро Аріта активно виступав як лівий японський політик. Обставини, пов'язані з його другим одруженням та його невдалими виборами на пост губернатора Токіо в 1959 році, послужили моделлю для роману «Після банкету» відомого японського письменника Юкіо Мішіми. Це призвело до відомої на той час судової справи, в якій пан Хачіро Аріта подав судовий позов про втручання в його приватне життя і зумів перемогти у судовому процесі. 

## Біографія
Хачіро Аріта народився в Японській імперії на острові Садо в префектурі Ніігата. Він приєднався до Міністерства закордонних справ Японської імперії після закінчення в 1909 році юридичної школи Токійського Імператорського університету та зарекомендував себе як експерт з азійських справ. Хачіро Аріта входив до складу японської делегації яка брала участь у Версальській мирній конференції 1919 році, а на початку своєї кар’єри він також працював у японських консульствах у Шеньяні та Гонолулу. У 1930 році Хачіро Аріта був послом Японської імперії в Австрії. Він повернувся до Японської імперії, щоб ненадовго обійняти посаду заступника міністра закордонних справ Японської імперії у 1932 році, але повернувся до Європи в 1933 році як посол Японської імперії в Бельгії.
Хачіро Аріта став міністром закордонних справ Японської імперії у кабінеті прем’єр-міністра Хірота Кокі з 1936 по 1937 рік. Потім він повернувся на цю посаду під керівництвом прем’єр-міністрів Коное Фумімаро та Хіранума Кійтіро з 1938 по 1939 рік, і знову повернувся на цю посаду під  керівництвом прем’єр-міністра Йонай Міцумаса в 1940 році. Він також був призначений членом Палати перів у парламенті Японської імперії з 1938 року.
Пан Хачіро Аріта був противником Троїстого пакту і постійно наполягав на покращенні відносин зі США. Проте зі зростанням влади та впливу японських військових у японській політиці він неодноразово був змушений йти на компроміси. З 1938 по 1940 рік Хачіро Аріта і Коное разом працювали над створенням «Сфери спільного процвітання Великої Східної Азії», яка навмисно окреслювала розпливчасті цілі з метою військової та політичної пропаганди. Пан Хачіро Аріта наголошував на економічних аспектах, за вказівкою Мацуока Йосуке, тоді як Коное наголошував на «пан азійській єдності».

### Після закінчення війни
Після капітуляції Японської імперії та закінчення війни, Хачіро Аріта був звільнений з державної посади американською окупаційною владою. Коли «чистку» було скасовано в окупованій Японії, Хачіро Аріта став активним лівим японським політиком і успішно балотувався на місце в Палаті представників Японії на виборах 1953 року. Того ж року після того, як він овдовів, Хачіро Аріта одружився за Теруї Азегамі, власницю висококласного «рьотей у Широкандай».
Хачіро Аріта  балотувався на посаду губернатора Токіо як кандидат від Соціалістичної партії Японії в 1955 році та знову в 1959 році, але програв обидві виборчі компанії. Під час виборів 1959 року його дружина закрила та заклала свій ресторан, щоб зібрати кошти на виборчу кампанію свого чоловіка. Після поразки на виборах пара була обтяжена боргами. Пані Теруї Азегамі вирішила зібрати гроші на відновлення свого ресторану за допомогою консервативних діячів, таких як Йосіда Сіґеру та Сато Ейсаку. Це спричинило суперечку між Хачіро Аріто і його дружиною, і того ж року вони розлучилися.

### Після банкетного випадку
Стосунки між паном Хачіро Аріта та пані Теруї Азегамі та обставини виборів 1959 року послужили моделлю для роману «Після банкету» (яп. 宴のあと) відомого японського письменника Юкіо Мішіми. Після публікації в 1960 році Хачіро Аріта подала до суду на Юкіо Мішіми за втручання в його приватне життя. Окружний суд Токіо виніс рішення на користь Хачіро Аріта у вересні 1964 року, тим самим вперше японським судом було визнано право на приватне життя публічної особи. 
Пан Хачіро Аріта працював радником Соціалістичної партії Японії, поки не помер від пневмонії 4 березня 1965 року у віці 80 років. Його могила знаходиться на кладовищі Тама в Фучу, Токіо.

### Книги
- Bix, Herbert P. (2001). Hirohito and the Making of Modern Japan. Harper Perennial. ISBN 0-06-093130-2.
- Pyle, Kenneth B. (2007). Japan Rising: The Resurgence of Japanese Power And Purpose. PublicAffairs. ISBN 978-1-58648-417-0.
- Beasley, W.G. (2007). The Rise of Modern Japan, 3rd Edition: Political, Economic, and Social Change since 1850. Palgrave Macmillan. ISBN 978-0-312-23373-0.

## Зовнішні посилання
- Newspaper clippings about Hachirō Arita in the 20th Century Press Archives of the ZBW